# بيرسي همفريز
بيرسي همفريز (بالإنجليزية: Percy Humphreys)‏ (3 ديسمبر 1880 في المملكة المتحدة - 13 أبريل 1959 في المملكة المتحدة) هو مدرب كرة قدم ولاعب كرة قدم بريطاني (وحمل سابقاً جنسية المملكة المتحدة لبريطانيا العظمى وأيرلندا) في مركز مهاجم داخلي. شارك مع منتخب إنجلترا لكرة القدم. أما مع النوادي، فقد لعب مع تشيلسي وتوتنهام هوتسبير وكوينز بارك رينجرز وليستر سيتي ونادي هارتلبول يونايتد ونوتس كاونتي.

## وصلات خارجية
- بيرسي همفريز على موقع قاعدة بيانات كرة القدم.إي يو (الإنجليزية)
- بيرسي همفريز على موقع ناشيونال فوتبول تيمز (الإنجليزية)
- بيرسي همفريز على موقع عالم كرة القدم.نت (الإنجليزية)